# Pseudomalmea
Pseudomalmea é um género de plantas com flores pertencentes à família Annonaceae.
A sua distribuição nativa encontra-se no sul da América Tropical.
Espécies:
- Pseudomalmea boyacana (J.F.Macbr.) Chatrou
- Pseudomalmea darienensis Chatrou
- Pseudomalmea diclina (R.E.Fr.) Chatrou
- Pseudomalmea wingfieldii Chatrou